# Carlo Borsetti

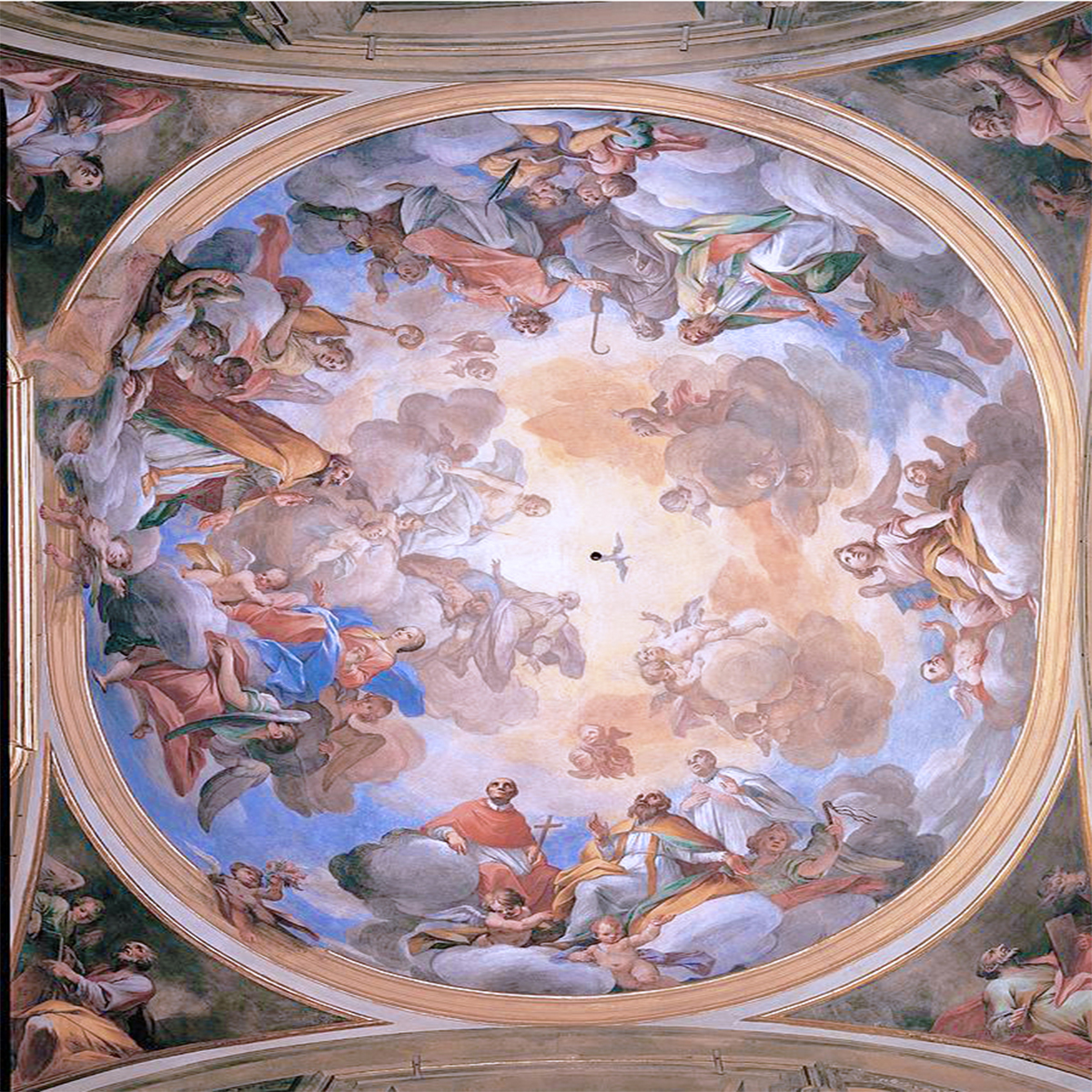
Affresco realizzato da Carlo Bartolomeo Borsetti presso la Collegiata di San Gaudenzio, Varallo (VC), 1746.

Carlo Bartolomeo Borsetti (Varallo, 1698 – 1759) è stato un pittore italiano del tardo barocco, attivo in Piemonte.

## Biografia

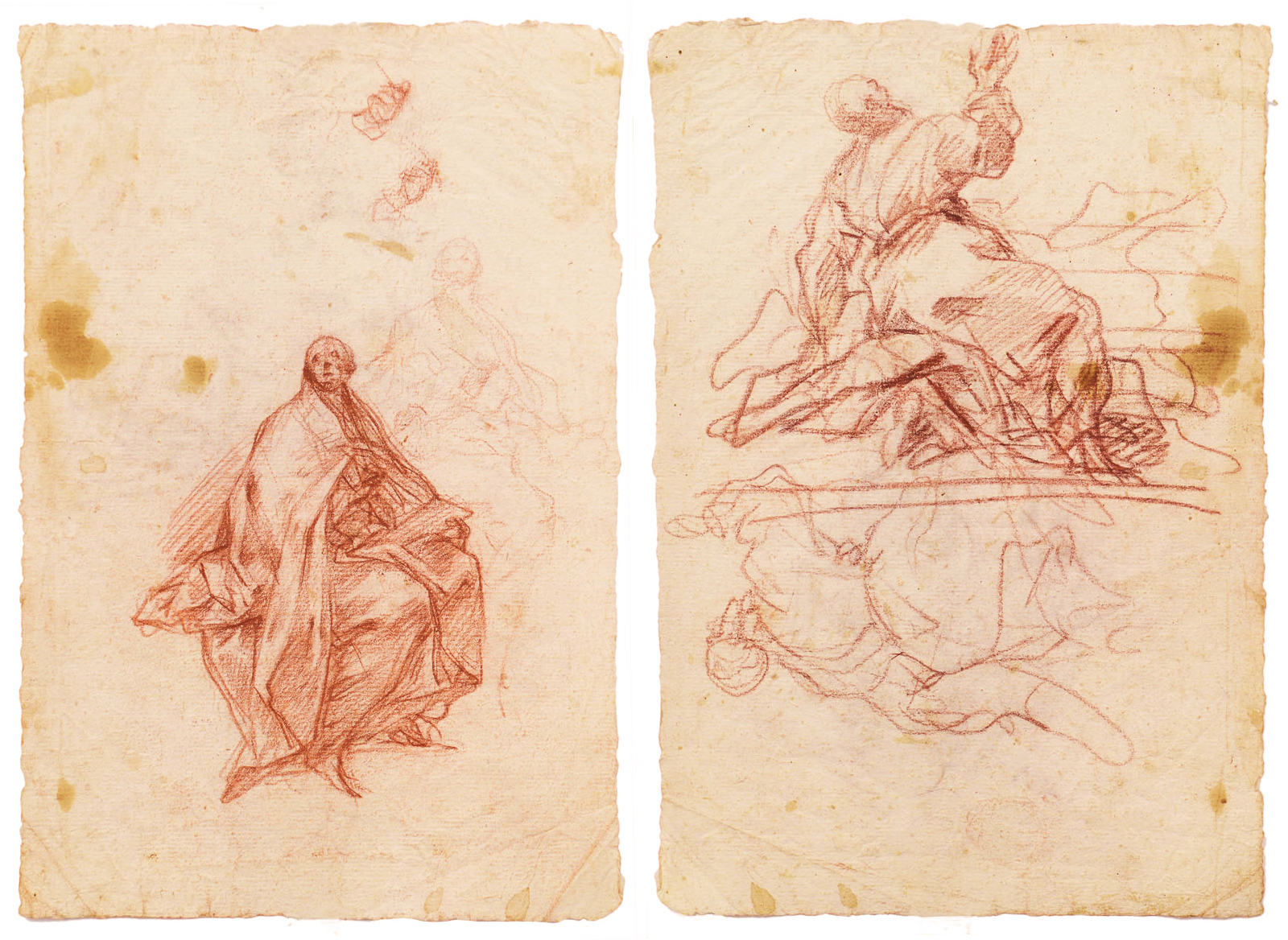
Studio preparatorio di due figure, sanguigna su carta (26,5 cm x 18 cm). Prima metà XVIII secolo, collezione privata.

Allievo del pittore Giovanni Antonio de Groot, nei primi anni del Settecento si fece conoscere nelle terre valsesiane come abile pittore rococò.
Nella prima metà del XVIII secolo realizzò affreschi e decori nel complesso del Sacro Monte di Varallo (1723-1724), dove realizzò il dipinto per l'arco (Porta Aurea) della XIX cappella. Nello stesso periodo, inoltre, affrescò il soffitto della chiesa di Santa Maria Assunta a Meina. Nel 1727 dipinse dodici tele raffiguranti i dodici Apostoli per la Chiesa parrocchiale di Boccioleto e, negli anni successivi, a seguito dell'incarico ricevuto per la decorazione della Basilica di San Giulio d'Orta, tornò in Valsesia, dove dipinse varie opere di soggetto sacro.
Nel 1730 a Marziale, accanto alla parrocchia di Rimella, realizzò un affresco rappresentante un ragazzo nell'atto di pescare un pesce: la frase in latino che accompagna la raffigurazione è la prima citazione storica in assoluto della pesca a mosca.
A Varallo, presso la Collegiata di San Gaudenzio eseguì la Gloria di San Gaudenzio (1745), affresco di grande effetto, la cui realizzazione denota un accurato studio tecnico, sicuramente preceduto dalla stesura di alcuni bozzetti preparatori. Nella Ascensione della volta della Chiesa di Rima San Giuseppe, inoltre, diede prova di notevole conoscenza della tecnica prospettica.
Tutta la pittura di Borsetti è caratterizzata da una sicura padronanza del mestiere, anche se talvolta la bravura tecnica nasconde una debole inventiva personale.

## Alcune opere
- Dio Padre con angeli, affresco, Oratorio della Beata Vergine del Carmine, Mollia, VC
- San Bernardo, olio su tela, 300x200, oratorio di San Bernardo, Vocca, località Isola, VC
- Lavanda dei piedi, affresco, Collegiata di San Gaudenzio, Varallo, VC
- Mosè e il trasporto dell'Arca, affresco, Sacro Monte di Varallo, Porta aurea, Varallo, VC
- Un santo riceve la comunione, affresco, cappella dell'Incoronata, Collegiata di San Gaudenzio, Varallo, VC
- Cristo sale al Calvario, affresco, Sacro Monte di Varallo, Cappella del Signore della Pianaccia, Varallo, VC
- Santi Francesco di Paola, Antonio di Padova e angelo, olio su tela, 300x155, parrocchiale di San Gottardo, Pisogno Miasino, NO
- Vergine con San Giuseppe ed Evangelisti, affresco, Chiesa di San Michele, Riva Valdobbia, VC
- Natività della Vergine e Presentazione al Tempio, affreschi, oratorio della Madonna delle Giavinelle, Rossa, VC
- Trinità e Quattro Evangelisti, affreschi, pennacchi del catino absidale, Basilica di San Giulio, Orta San Giulio, NO
- Gloria di San Giulio e Gloria dei Santi Elia, Demetrio, Filiberto e Gaudenzio, affreschi, volta della navata maggiore, Basilica di San Giulio, Orta San Giulio, NO
- Miracolo del Santissimo Sacramento, olio su tela, 350x250, chiesa di San Michele, Riva Valdobbia VC
- San Giacomo accolto in paradiso e Virtù teologali, affreschi, chiesa di San Giacomo, Campertogno
- Vergine con Sant'Anna e i Santi Marco e Gottardo, olio su tela, 257x162, Chiesa di Sant'Antonio Abate, Fervento, Boccioleto, VC
- Annunciazione, Transito di San Giuseppe e Gloria di San Giuseppe, affreschi, oratorio di San Giuseppe, Fobello VC
- Madonna, San Giovanni e gruppi di angeli, affresco, chiesa di Santa Maria Assunta, Staffa, Macugnaga VB
- Gloria di San Gaudenzio e Evangelisti, affreschi, catino, Collegiata di San Gaudenzio, Varallo, VC
- Gloria di San Giovanni Battista, affresco, chiesa dei Santi Giovanni Battista e Giuseppe, Mollia
- Via Crucis, olio su tela, 89x70 cad. Chiesa di San Michele, Riva Valdobbia
- Gloria di Cristo e Volo d'angeli, affreschi, chiesa di San Giuseppe, Rima San Giuseppe VC
- Santa Trinità e angeli, affresco, chiesa di San Giovanni Evangelista, Foresto, Borgosesia, VC
- Santa Trinità e angeli, affresco, oratorio della Beata Vergine del Monte Cerveto, Foresto, Borgosesia, VC
- San Francesco d'Assisi, San Lorenzo, San Francesco di Sales, affreschi, cappella di San Carlo, chiesa di Santa Maria Assunta, Invozio, Valduggia VC
- San Sebastiano e San Rocco, olio su tela, 150x72 cad., Pinacoteca Civica, Varallo VC
- Annunciazione e Consegna delle chiavi a San Pietro, olio su tela, 300x200 cad., Chiesa di San Michele, Riva Valdobbia
- Santi Antonio Abate e Girolamo, olio su tela, 365x195, Chiesa di San Michele, Riva Valdobbia
- San Francesco Saverio e San Francesco di Sales, olio su tela, 250x150 cad., Chiesa di San Michele, Riva Valdobbia
- Vergine in Gloria e Trinità, San Sebastiano curato dagli angeli, Dottori della chiesa e Gloria di Sant'Antonio, affreschi, chiesa di San Sebastiano, Crevacuore BI
- Angeli che spargono fiori, affresco, cappella dell'Incoronata, Collegiata di San Gaudenzio, Varallo, VC